# ديكسي بارسونز
ديكسي بارسونز (بالإنجليزية: Dixie Parsons)‏ هو لاعب كرة قاعدة أمريكي، ولد في 12 مايو 1916 في تالاديغا في الولايات المتحدة، وتوفي في 31 أكتوبر 1991 في لونغفيو في الولايات المتحدة.

## وصلات خارجية
- ديكسي بارسونز على موقعبيزبول رفرنس.كوم (الدوري الرئيسي) (الإنجليزية)